# San Pedro-Pellado
San Pedro-Pellado (též San Pedro de Tatara) je stratovulkanický komplex, nacházející se v regionu del Maule v centrální části Chile. Komplex je tvořen několika stratovulkány nacházejícími se na zbytcích starší, pleistocenní kaldery Rio Colorado o rozměrech 6×12 km. Stratovulkán je také starý, na jeho erodovaných zbytcích leží novější vulkanická centra – na západním okraji komplexu se nachází čedičově andezitová štítová sopka Tatara. Stratovulkán San Pedro je nejvyšší (výška 3621 m n. m.) a nejmladší člen komplexu. Komplex je neaktivní, ale na jihovýchodních svazích Pellada jsou aktivní fumaroly.